# Banc de Pagaments Internacionals

Estats membres del BPI.

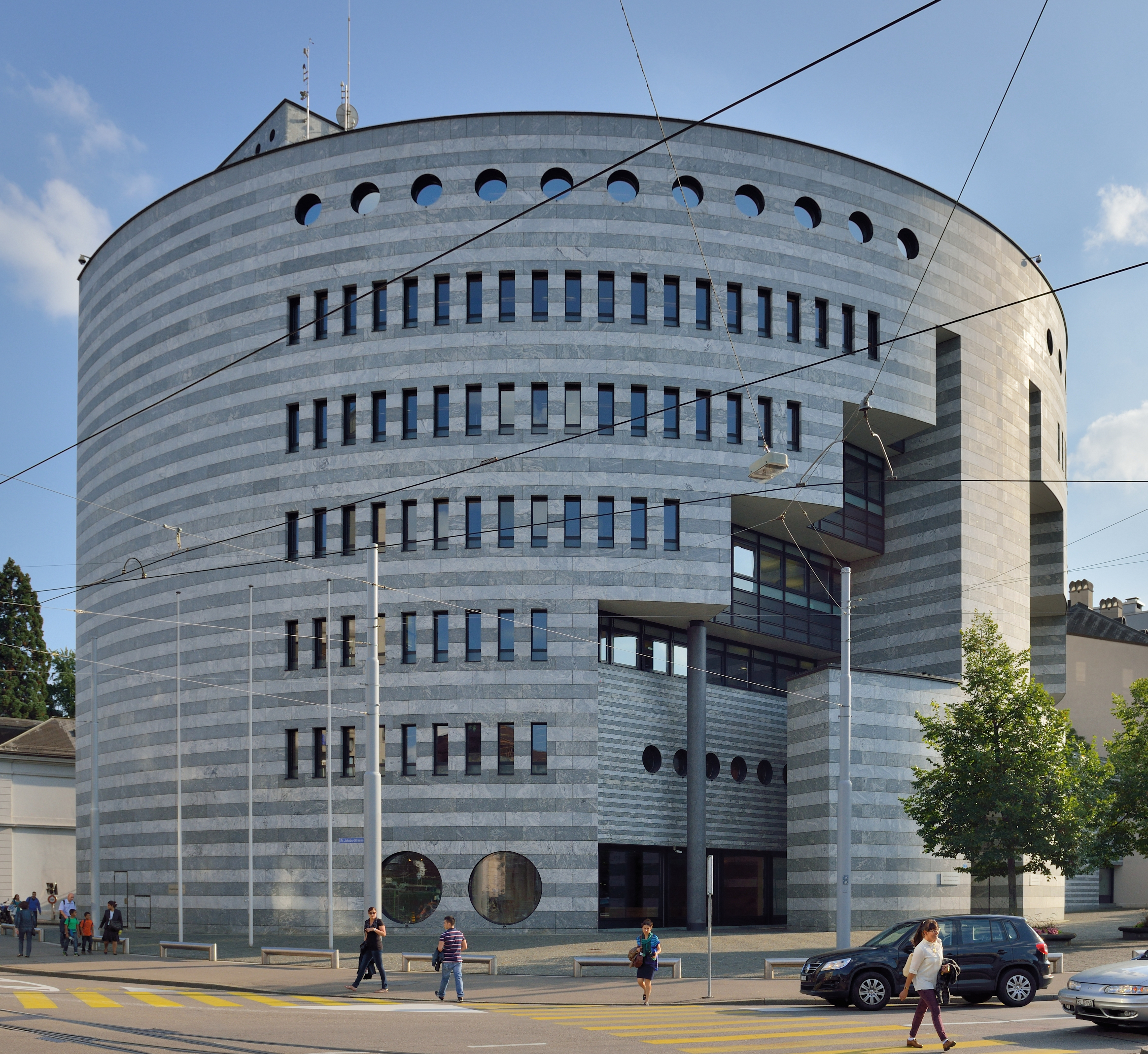
Edifici del BPI en Basilea, de l'arquitecte Mario Botta.

El Banc de Pagaments Internacionals (BPI; en anglès Bank for International Settlements o BIS) és el banc central dels bancs centrals amb seu a Basilea (Suïssa). És una organització internacional que «fomenta la cooperació financera i monetària internacional i serveix de banc per als bancs centrals». No ret compte davant de cap govern. El BPI porta a terme el seu treball a través dels comitès, de les secretaries que té i a través de l'Assemblea General de tots els seus membres. També dona serveis bancaris, però solament a bancs centrals o a organitzacions internacionals. Té la seu a Basilea. Va ser fundat pels Acords de La Haia de 1930. El seu nom oficial en alemany és Bank für Internationalen Zahlungsausgleich (BIZ), en francès és Banque des Reglements Internationaux (BRI) i en italià és Banca dei Regolamenti Internazionali (BRI). Té dues oficines de representació, una a Hong-Kong i una altra a Ciutat de Mèxic.
Christian Noyer, governador del Banc de França, és el president del Consell d'Administració del BPI des de març de 2010.

## Història
El BPI va ser fundat el 1930. Els principals actors a la constitució del BPI van ser el governador del Banc d'Anglaterra, Montagu Norman i el seu col·lega alemany Hjalmar Schacht, últim ministre de finances d'Adolf Hitler.
El BPI va ser originalment destinat a facilitar les reparacions imposades a Alemanya pel Tractat de Versalles després de la Primera Guerra Mundial, i actuar com a síndic del Préstec Internacional del Govern alemany (préstec Young) que es va oferir el 1930. La necessitat d'establir una institució dedicada a aquest propòsit va ser suggerida el 1929 pel Comitè Young, i es va acordar a l'agost d'aquell any en una conferència a la Haia. La carta del banc es va redactar a la Conferència Internacional de Banquers a Baden-Baden al novembre i es va adoptar en una segona Conferència de la Haia el 20 de gener de 1930. Segons la carta, les accions del banc podien estar en poder de persones físiques i no governamentals, entitats. No obstant això, els drets de vot i representació a la Junta General del Banc havien de ser exercits exclusivament pels bancs centrals dels països en què s'havien emès accions. Per acord amb Suïssa, el BPI hi tenia la seva existència corporativa i la seu central. Els estatuts van ser aprovats a la Segona Conferència de la Haia, de 20 de juny de 1930. El Consell d'Administració original del BPI incloïa a diversos representants de l'Alemanya nazi: el ministre d'Economia Walther Funk, un oficial de les SS anomenat Oswald Pohl, Herman Schmitz, conseller de IG Farben i el Baró Von Schröder, el propietari del banc J.H.Stein Bank, on es dipositaven els fons de la Gestapo. També gaudia de determinades immunitats als estats contractants (Protocol de Brussel·les de 1936).
La tasca original del BPI de facilitar els pagaments de reparacions de la Primera Guerra Mundial es va convertir ràpidament en obsoleta. Els pagaments de reparacions es van suspendre primer (moratòria de Hoover, juny de 1931) i després es van abolir del tot (Acord de Lausana, juliol de 1932). En canvi, el BPI es va centrar en la seva segona tasca estatutària, és a dir, fomentar la cooperació entre els seus bancs centrals membres. Va actuar com a fòrum de reunió dels bancs centrals i els va proporcionar facilitats bancàries. Per exemple, a finals de la dècada de 1930, el BIS va ser fonamental per ajudar els bancs centrals d'Europa continental a enviar part de les seves reserves d'or a Londres.
Després de la Segona Guerra Mundial, el 1944, a la Conferència de Bretton Woods, el BPI va arribar a ésser la clau en una lluita entre la delegació dels Estats Units, formada per Harry Dexter White i per Henry Morgenthau, i la delegació britànica, encapçalada per John Maynard Keynes i Dean Atchison, representant de Chase Bank. Aquests últims van intentar vetar la dissolució del banc.
Com a resultat de les al·legacions sobre que el BPI havia ajudat els alemanys a espoliar els actius dels països ocupats durant la Segona Guerra Mundial, la Conferència Monetària i Financera de Nacions Unides va recomanar la liquidació del BPI «com més aviat millor»'. Aquesta tasca, que va ser originalment proposta per Noruega i recolzada per altres delegats europeus i per Morgenthau i White mai no va ser adoptada.
El juliol de 1944, Archison va interrompre a Keynes en una reunió perquè temia que el BPI fos dissolt pel president dels Estats Units Franklin Delano Roosevelt. Keynes va recórrer a Henry Morgenthau per evitar la dissolució del BPI o, almenys posposar-la. Tanmateix, l'endemà es va aprovar la mencionada dissolució. La delegació britànica no es va rendir i la dissolució del banc va ser suspesa fins després de la mort de Rooselvelt. L'abril de 1945, els britànics i el nou president dels Estats Units, Harry S. Truman, van parar la dissolució del BPI.

## Consell d'Administració
El Consell d'Administració del BPI, que consta d'un màxim de 21 membres, escull un president entre els seus membres. Hi ha tres tipus de membres del Consell d'Administració: ex officio, nomenats i escollits.
Els membres ex officio són els governadors dels bancs centrals d'Alemanya, Bèlgica, els Estats Units, França, Itàlia i Gran Bretanya; cadascun d'ells pot nomenar un altre membre de la seva mateixa nacionalitat. Els consellers nomenats, que són d'aquests sis països, romanen en el càrrec durant tres anys i poden ser escollits novament pel mateix període. Els consellers elegits són un màxim de nou governadors d'altres bancs centrals membres.

## Composició del capital
El capital del BPI està compost per accions pertanyents a diversos bancs centrals. Les institucions i persones privades van quedar excloses com a accionistes a partir de l'any 2000. Els bancs centrals tenen un sol dret de vot.
El capital està dividit en 600.000 accions, de les quals la majoria pertanyen als bancs centrals d'Alemanya, Bèlgica, França, Itàlia, Estats Units d'Amèrica i Gran Bretanya. Són els sis països que es reparteixen la gestió del BPI.
El 2013, el BPI tenia 60 bancs centrals accionistes de tot el món. A 31 de març de 2013, el balanç total del BPI es va situar en 212.000 milions de DEG (Dret Especial de Giro). El passiu total del Banc està constituït fonamentalment per dipòsits de clients, dels quals aproximadament un 90% es denominen en monedes i la resta, en or. En la mencionada data, les posicions dels clients (exclosos contractes amb pacte de «recompra») valien 183 700 milions de DEG. l'actiu del BPI consta a la seva majoria de títols de deute públic o semipública i inversions (inclosos pactes de recompra) a bancs comercials internacionals amb elevada qualificació. A més a més, a 31 de març de 2013, el Banc comptabilitzava 115 tones d'or fi a la seva cartera d'inversió.
En un principi, les accions del BPI estaven admeses a negociació en mercats secundaris, el que va convertir el BPI en una entitat única: una organització internacional, en el sentit del dret internacional públic que, tanmateix, tenia accionistes privats. Molts bancs centrals havien començat també com a institucions dividides en accions, com el Banc d'Anglaterra, que va ser de propietat privada fins al 1946, o el Banc d'Espanya.

## Funcions
A la fi del 1982, el seu paper promotor de la cooperació monetària internacional implica les activitats següents: organitzar reunions entre representants dels bancs centrals dels estats membres per a tractar dels mercats de l’or, dels canvis de monedes, de les euromonedes i dels problemes monetaris i econòmics que els afecten; seguir amb atenció l'evolució bancària internacional; fer estadístiques del finançament dels excedents i dèficits exteriors del Grup dels Deu; fer de secretariat del Comitè de Governadors dels bancs centrals de la CEE (dins aquest punt cal fer esment del paper important que fa com a agent del Fons Europeu de Cooperació Monetària, en la gestió del Sistema Monetari Europeu); fer de secretariat del Comitè de Regles i Pràctiques de Control d’Operacions Bancàries; elaborar informacions econòmiques internacionals. A més, actua com a secretariat de nombrosos grups d’estudi sobre problemes de tècnica bancària, de finances i de control d’operacions en l’àmbit de les relacions entre els estats membres i entre aquests i algunes organitzacions internacionals.